# Jan Šejna
Jan Šejna (* 2. Mai 1927 in Radhostice; † 23. August 1997 in New York City) war ein tschechoslowakischer Offizier, zuletzt im Range eines Generalmajors. Nach seiner Flucht aus der ČSSR wurde ihm dieser Rang wieder aberkannt.
Šejna war der oberste Politoffizier der Tschechoslowakischen Volksarmee. Nach Beginn des Prager Frühlings und Korruptionsvorwürfen flüchtete er im Februar 1968 über Ungarn und Jugoslawien nach Italien. Er stellte sein Wissen der amerikanischen CIA zur Verfügung. Šejna übergab der CIA Fotografien der geheimen Mobilmachungspläne der Warschauer-Pakt-Truppen. Seine Flucht beschleunigte endgültig die Niederlage seines Befürworters, des als Generalsekretär der Kommunistischen Partei der Tschechoslowakei bereits abgesetzten Präsidenten Antonín Novotný gegenüber Alexander Dubček.

## Šejna-Affäre
General Jan Šejna hatte sich am 25. Februar ins Ausland abgesetzt, um einer Verhaftung wegen Unterschlagung von Armeeeigentum zu entgehen. 
Die Affäre war ein Skandal, der die Führungsclique um Novotný in höchstem Maße kompromittierte. 
Bereits vorher hatte die Presse im Inland über merkwürdige Einzelheiten seiner Karriere und seiner Aktivitäten berichtet:
- Šejnas Versuche, zwischen den ZK-Sitzungen im Dezember und im Januar die Volksarmee zur Unterstützung Novotnýs gegen Dubček einzusetzen
- seine fehlende militärische Ausbildung
- die fragwürdigen Umstände seiner Beförderung zum General durch Novotný im November 1967
- seine kriminelle Vergangenheit
- seine Verbindung zu Novotnýs Sohn, für den er mit Material der Armee und dem Einsatz von Soldaten eine Villa bauen ließ.

### Auswirkungen
Mit dem Bekanntwerden der Umstände wurde die Verantwortung Novotnýs zunehmend deutlich und in Folge geschah etwas, was in der Parteigeschichte bislang unvorstellbar war, nämlich die in den Beschlüssen der Basisorganisationen der Partei öffentlich vorgetragene Aufforderung zum Rücktritt eines ZK-Präsidenten. Dabei war die Šejna-Affäre aber nur äußerer Anlass: Novotný war bereits durch seine Verstrickung in die Prozesse der Fünfzigerjahre belastet und ihm wurde die Schuld an der wirtschaftlichen Misere des Landes vorgeworfen. Nachdem Novotný als ZK-Vorsitzernder zurückgetreten war, musste er auch als Präsident der Republik zurücktreten. 

## Dienstgrad
Šejna, der mit dem Sohn des damaligen Präsidenten Novotný befreundet war und (ohne ein Abitur abgelegt zu haben) nur marginale höhere und Offiziersausbildung genoss (drei Monate an der Politischen Hochschule und 1960 ein kurzes Fernstudium an der Militärakademie), wurde – damals Oberst – durch Novotný 1967 aus seiner eigenen Initiative zum Generalmajor ernannt, was nicht die übliche Vorgehensweise war. Nach seiner Flucht 1968 wurde ihm dieser Dienstgrad am 9. März 1968 wieder aberkannt. Im Februar 1968, als er sich in Italien bei der dortigen US-amerikanischen Vertretung meldete, hatte er diesen Dienstgrad jedoch noch inne.

## Werke
- We Will Bury You. Sidgwick & Jackson, London 1982.